# غودفري جيمس
غودفري جيمس (بالإنجليزية: Godfrey James)‏ هو ممثل بريطاني، ولد في 16 أبريل 1931 بلندن في المملكة المتحدة.

## وصلات خارجية
- غودفري جيمس على موقع IMDb (الإنجليزية)
- غودفري جيمس على موقع ديسكوغز (الإنجليزية)
- غودفري جيمس على موقع قاعدة بيانات الفيلم (الإنجليزية)